# Colcord (Oklahoma)
Colcord ist eine landwirtschaftlich geprägte Kleinstadt im südlichen Delaware County, Oklahoma in den USA. Das U.S. Census Bureau hat bei der Volkszählung 2020 eine Einwohnerzahl von 728 ermittelt.

## Geographie
Die Stadt liegt an der Oklahoma State Route 116, etwa zehn Kilometer nördlich des U.S. Highways 59 zwischen Springdale und Tulsa. Die Umgebung der Stadt ist ländlich geprägt und wird überwiegend von Feldern eingenommen. Im Norden der Stadt liegt das Waldgebiet um den Stausee Lake Eucha, in den der Cloud Creek einmündet, an dem Colcord liegt. Das Stadtgebiet ist 6,5 km2 groß. Die nächsten Orte sind Kansas im Südwesten, etwa acht Kilometer entfernt, und Siloam Springs, knapp 15 Kilometer im Südosten und schon in Arkansas. Tulsa liegt etwa 80 Kilometer westlich von Concord.

## Bevölkerung
Colcord zählte bei der Volkszählung 2000 819 Einwohner, davon etwas mehr als 65 % Weiße und 25 % Amerikanische Indianer. Das Pro-Kopf-Einkommen betrug 10.440 Dollar, 30 % der Bevölkerung lebte unterhalb der Armutsgrenze.

## Geschichte
Colcord begann als eine kleine Gemeinschaft in den 1920ern entlang der Straße zwischen Gentry, Arkansas und Kansas, Oklahoma, am Oklahoma Highway 116. Die Siedlung konzentrierte sich auf die Kreuzung einer kleinen Straße, die zur Stadt Row, Oklahoma führte. Auf Grund besserer Transportwege und eines zerstörerischen Feuers, das viele Geschäfte und Existenzen in Row vernichtete, zogen viele von Row nach Colcord um. Die Poststelle in Row wurde schließlich nach Colcord verlegt und der neuen Stadt wurde genehmigt, eine Highschool zu bauen. Eine Fehde zwischen den beiden Städten folgte. Allein in den ersten elf Jahren der Existenz Colcords war die Schule Gegenstand von elf Gerichtsprozessen.
Zuerst nannte sich die wachsende Gemeinschaft „Little Tulsa“. Allerdings beschloss Charles Burbage, der die ursprünglichen 65 Morgen Land für Wohnblocks, Baugründe und Straßen zur Verfügung stellte, die Stadt nach Charles Francis Colcord zu nennen. Charles Francis Colcord war ein erfolgreicher und prominenter Rancher, Industrieller und Anwalt aus Oklahoma City, der eine große Ranch im Westen der Stadt besaß. Die Ranch stellte viele lokale Einwohner Colcords an und war sehr wichtig für die Wirtschaft und den Zusammenhalt der wachsenden Kommune.
Die Gemeinschaft veranstaltet jedes Jahr den Old Settlers Day am zweiten Samstag im Juni, um sein Erbe und die viele Leute zu ehren, die sich im Gebiet niederließen und die Stadt gründeten.